# Пешеходный туризм

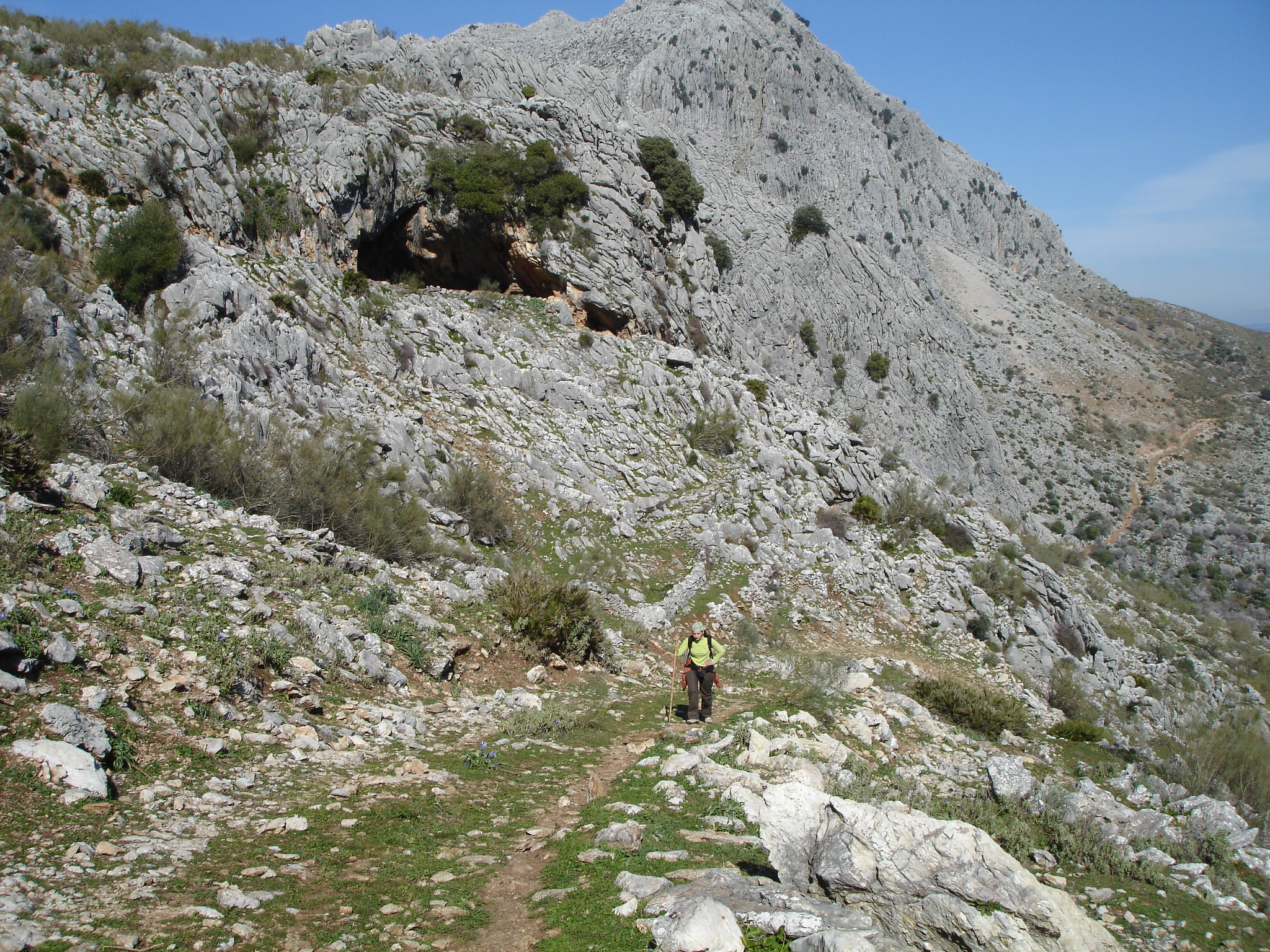
Пеший турист в горах Испании

Пешехо́дный тури́зм (пе́ший тури́зм) — вид спортивного туризма. Основной целью является пешее преодоление группой маршрута по пересечённой местности.
Туристское многоборье — наиболее популярная разновидность спортивного пешеходного туризма в РФ не только среди взрослых, но и детей. Включает в себя преодоление препятствий с использованием приобретённых навыков как на искусственном, так и на естественном рельефах.

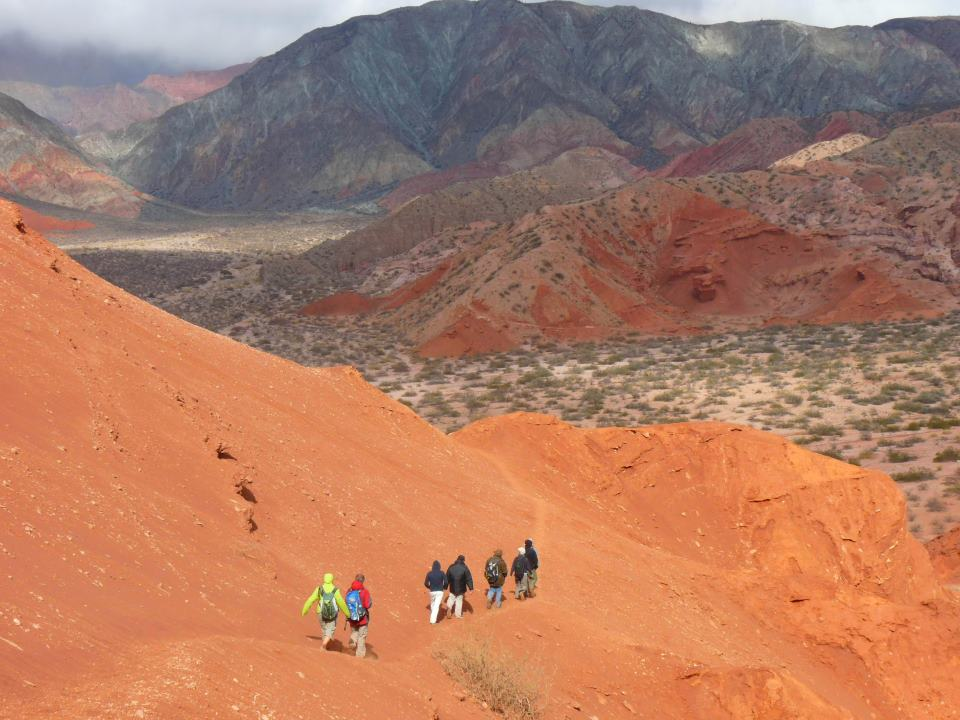
Пешеходный туризм, Аргентина

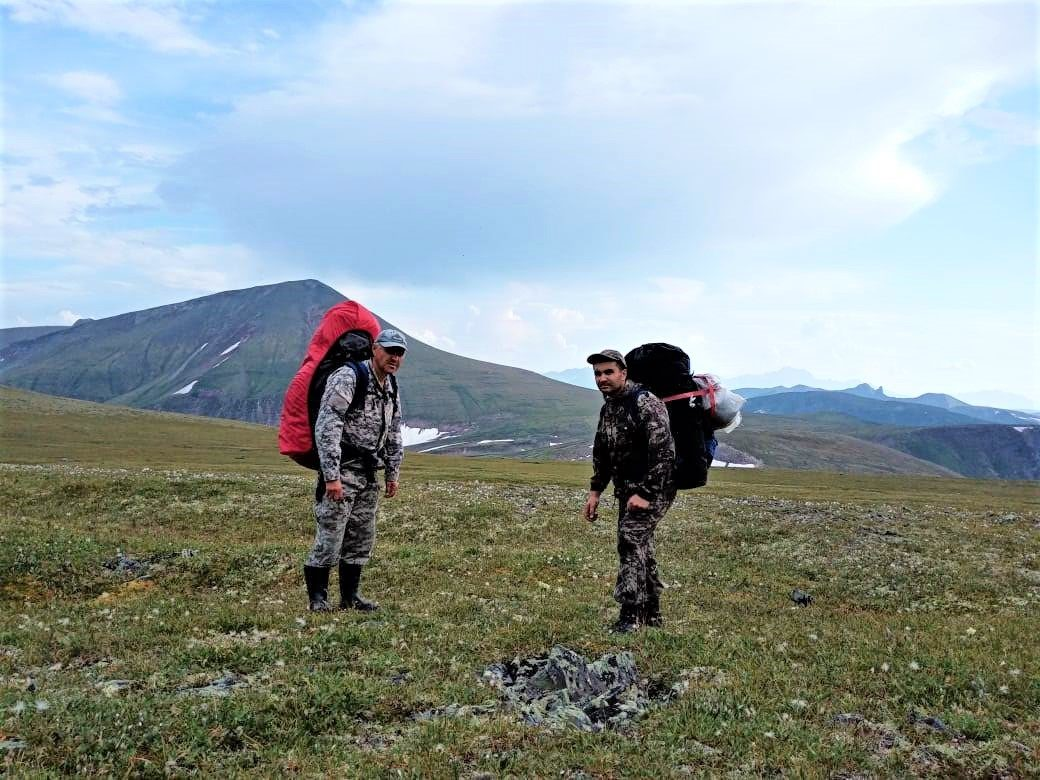
Пешеходный туризм, Саяны

## Классификация пешеходных походов и разрядов
Категория сложности маршрута определяется по протяжённости маршрута, количеству ходовых дней, наличию и сложности локальных препятствий, географического показателя района, автономности и напряжённости маршрута. В зависимости от этого походы подразделяются на:
- походы выходного дня (ПВД);
- степенные походы с 1 по 3 степени сложности (ст. с.);
- категорийные походы с 1 по 6 категории сложности (к. с.). Первая категория — самая простая, требующая минимального набора знаний; шестая категория — самая сложная и требует специальной физической подготовки, высокого технического уровня работы туристской группы и специализированного снаряжения.

| Сложность маршрута      | Протяжённость, не менее км | Продолжительность, не менее дней |  |
| ----------------------- | -------------------------- | -------------------------------- |  |
| Сложность маршрута      | Протяжённость, не менее км | Продолжительность, не менее дней |  |
| 1 степень сложности     | 30                         | 3—4                              |  |
| 2 степень сложности     | 50                         | 5—7                              |  |
| 3 степень сложности     | 75                         | 7—10                             |  |
| I категории сложности   | 100                        | 7—14                             |  |
| II категории сложности  | 120                        | 10—14                            |  |
| III категории сложности | 150                        | 12—16                            |  |
| IV категории сложности  | 180                        | 14—20                            |  |
| V категории сложности   | 200                        | 20—26                            |  |
| VI категории сложности  | 200+                       | 30—45                            |  |

Примечание:
- туристы, достигшие 12-летнего возраста и участвовавшие в течение года в одном или нескольких туристских походах суммарной продолжительностью не менее 5 дней и общей протяжённостью не менее 75 километров пешком, награждаются значком «Турист России».
- юн. — юношеский разряд; раз. — взрослый разряд; КМС — кандидат в мастера спорта; МС — мастер спорта России: ж — женщины, м — мужчины.

- для прохождения похода каждой категории сложности, участники должны иметь опыт участия в походах предыдущей категории сложности, а руководитель иметь опыт участия в данной категории и опыт руководства походами предыдущих категорий[3]. Для участия в 1-й к. с. необходимо иметь опыт участия, как минимум, в одном степенном походе.

Оценка сложности похода по продолжительности и протяжённости носит ориентировочный характер и не является определяющей. Более точное определение категории сложности маршрута приводится в «Приложении 1. Методика категорирования пешеходного маршрута» к «Единой Всероссийской спортивной классификации туристских маршрутов (ЕВСКТМ)».

## Туристское многоборье
Туристское многоборье подразумевает преодоление таких препятствий, как навесная переправа различной длины и градуса уклона, спуск по вертикальным перилам, подъём по скальнику, а также подъём по вертикальным перилам с использованием ручных и нередко за неимением хорошей физической подготовки ножных зажимов.
Поскольку туристское многоборье требует хорошей физической подготовки и выносливости, у спортсменов часто можно наблюдать специальное снаряжение, зачастую позаимствованное последними из других видов спорта, таких как спелеотуризм, альпинизм. Нередко спортсмены сами изготавливают снаряжение, имеющее меньший вес и предоставляющий спортсмену преимущество перед соперниками. Зачастую такое снаряжение, не проходившее должной проверки и изготовленное из дешёвого материала, неожиданно приходило в негодность, что приводило к фатальным последствиям.

## Классификация пешеходного туризма в англоязычных странах
В английской терминологии разделяют пешеходный туризм на более простой «ха́йкинг» и более сложный и длительный «тре́ккинг». Английская терминология используется в рекламе, маркетинге коммерческого пешеходного туризма для привлечения потенциальных клиентов.
Хайкинг (hiking) — пешая прогулка. Часто, хайкинг — это поход с оздоровительными и познавательными целями в сельской, иногда в городской местности.
В России, в Красноярске, оборудовано несколько сотен километров маршрутов для прогулок и путешествий вокруг города, построены карты этих маршрутов, создано мобильное приложение «Красноярский хайкинг». Хайкинг проходит по оборудованным и хорошо маркированным маршрутам, что позволяет самостоятельно выбрать себе путь следования, его протяжённость, сложность и содержание и не требует специальной подготовки и сопровождения проводника.
Треккинг (trekking) — пешеходная прогулка более дня, как правило, со снаряжением. Означает передвижение (или переход) по пересечённой (горной) местности. Как правило, это рекреационный, а не спортивный туризм, если он не является частью альпинистского мероприятия по восхождению на гору. Отцом современного треккинга называют британского полковника Джимми Робертса (1916—1997), в 1965 году он ввёл слово «треккинг» в мировой туристический словарь.

## Интересные факты
- В мире существуют пешие тропы длиной в тысячи километров, например, длина Аппалачской тропы в США достигает 3500 км
- Европейская пешеходная ассоциация установила 12 европейских пешеходных троп общей протяжённостью 55000 км
- Французские путешественники Соня и Александр Пуссены (Alexandre & Sonia Poussin) прошли по Африке без использования транспорта с юга на север 14 тысяч км за 3 года и 3 месяца, пройдя ЮАР, Зимбабве, Мозамбик, Малави, Танзанию, Кению, Эфиопию, Судан, Египет и Израиль

## Снаряжение
Сейчас существует масса специализированного снаряжения для пешеходного туризма: туристические палатки, спальные мешки, треккинговые палки, треккинговые ботинки, котелки, газовые горелки, компасы, GPS-навигаторы.